# Jacob Forsell (fotograf)
Denna artikel handlar om fotografen Jacob Forsell. För ingenjören Jakob Forssell (1877–1968), se Jakob Forssell, för ingenjören Jacob Forsell (1788-1832), se Jacob Forsell.
Jacob Forsell, född 28 maj 1942, död 24 januari 2023, var en svensk fotograf och författare. Han arbetade som pressfotograf på kvällstidningen Expressen mellan 1964 och 1990. Mellan 1991 och 1997 var han biträdande informationschef på Cancerfonden. Därefter verkade han som frilansfotograf.
Jacob Forsell var ordförande i Pressfotografernas klubb 1981–87 och har givit ut böcker om bland andra fotografen Lennart Nilsson. Forsell var också redaktör för en bok om operasångaren Jussi Björling, som gavs ut med anledning av 100-årsminnet av Jussi Björlings födelse år 1911.
År 1980 belönades Forsell med utmärkelsen Årets fotograf. Han har tagit fotot på Astrid Lindgren som finns på Sveriges 20-kronorssedlar.
Jacob Forsell var sonson till John Forsell, som var chef för Kungliga Teatern.